# Pipreola arcuata
Pipreola arcuata е вид птица от семейство Cotingidae.

## Разпространение
Видът е разпространен в Боливия, Венецуела, Еквадор, Колумбия и Перу.